# 阿特伍德鎮區 (堪薩斯州羅林斯縣)
阿特伍德鎮區（英語：Atwood Township）為美國堪薩斯州羅林斯縣轄下的鎮區。2010年美国人口普查中該鎮區人口有1,230人。

## 地理
阿特伍德鎮區涵蓋總面積為18.06平方（6.97平方英里），其中17.9平方（6.9平方英里）為陸地，0.16平方（0.062平方英里）或0.87%為水域。海拔高度925（3,035英尺）。

## 人口統計
根據2010年美國人口普查，阿特伍德鎮區人口有1,230人，住房700戶，人口密度為68.11人/每平方公里。此鎮區居民之種族中，白人有1,196人，非裔美國人有2人，美洲原住民有1人，亞裔美國人有3人，太平洋島裔美國人有0人，其他種族有12人，混血種族則有16人。此外此鎮區有35人為西班牙裔或拉丁裔美國人。

## 交通

### 主要公路
- 36號美國國道
- 25號堪薩斯州州道